# Aidabaracabe
Aidabaracabe (Aidabaraeabe) ist ein osttimoresischer Ort in der Aldeia Fatubesi (Suco Atabae, Verwaltungsamt Atabae, Gemeinde Bobonaro). Er liegt in einer Meereshöhe von 76 m.
Die Siedlung liegt direkt am Fluss Nunura, an der Ostgrenze von Fatubesi. Im Norden wird sie nur durch einen Bach von Fatubesi/Nunudoi abgetrennt. Südlich befindet sich der Nachbarort Lugu Teho.